# Унковский, Борис Владимирович
Борис Владимирович Унковский (17 января 1922, Калуга — 28 июля 1992, Москва) — советский учёный в области органической химии. Участник Великой Отечественной войны. Заслуженный деятель науки и техники РСФСР.

## Биография
Родился 17 января 1922 года в городе Калуге в семье гидротехника.
В 1939 году окончил с отличием школу № 9 им. К. Э. Циолковского в родном городе и без экзаменов поступил в Московский институт тонкой химической технологии им. М. В. Ломоносова.
4 августа 1941 года, вскоре после начала Великой Отечественной войны, Б. В. Унковский, будучи студентом 2 курса, подал заявление с просьбой отправить его на фронт.
По направлению Фрунзенского РВК Москвы был отправлен на курсы среднего начсостава при Военной Академии химической защиты им. К. Е. Ворошилова (г. Самарканд), которые он окончил в марте 1942 года с присвоением воинского звания лейтенанта. После окончания обучения был направлен в 234-ю отдельную стрелковую бригаду Среднеазиатского военного округа (САВО) начальником химической службы.
С мая 1942 года служил начальником химической службы 182-й танковой бригады 22-го танкового корпуса 4-й танковой армии Донского фронта, был ранен.
Летом 1942 года в должности начальника химической службы 189-го отдельного танкового полка Б. В. Унковский принимал участие в обороне Сталинграда на участке железнодорожной линии Калач-Сталинград, а затем в окружении и уничтожении сталинградской группировки немцев.
После Сталинградской битвы в составе 2-го гвардейского кавалерийского корпуса генерала Доватора участвовал в боях за освобождение Брянской области.
В 1943 году Б. В. Унковский воевал на Орловско-Курской дуге, в 1944 году его боевой путь продолжился на 2-м Украинском и на 1-м Белорусском фронтах. В составе 17-й гвардейской Мозырской кавалерийской дивизии 2 гвардейского кавалерийского корпуса участвовал в Корсунь-Шевченковской операции, освобождал Украину.
В июле 1944 года вступил в ВКП(б).
В боях против немецко-фашистских войск на подступах к городу Бромберг (ныне — Быдгощ в Польше) с 22 по 31 января 1945 года Б. В. Унковский заменил погибшего офицера разведки и выполнял его обязанности. Во время уличного боя лично под ружейно-пулеметным и минометным огнём противника разведал три переправы для танков через канал. Находясь в танке, разведал огневые точки противника за его передним краем, а также установил связь с боевыми порядками эскадронов кавалерийских полков, ведущих уличные бои с противником.
В 1945 году Б. В. Унковский принимал участие в освобождении столицы Польши — Варшавы, участвовал в боях за Берлин, был награждён медалями «За освобождение Варшавы» и «За взятие Берлина».
Из боевой характеристики гвардии капитана Б. В. Унковского:

«В боевой обстановке решительный, смелый, настойчив в выполнении боевого приказа».
Войну Борис Владимирович закончил в звании гвардии капитана в должности начальника химической лаборатории 31-го Варшавского отдельного батальона химической защиты в группе Советских оккупационных войск в Германии.
Уволен в запас в декабре 1946 года.
После увольнения в запас Б. В. Унковский вернулся в МИТХТ, с отличием закончил его и поступил в аспирантуру МИТХТ (научный руководитель — будущий академик Иван Николаевич Назаров).
В 1953 году после окончания аспирантуры защитил кандидатскую диссертацию на соискание степени кандидата химических наук по теме «Синтез и превращения циангидринов гамма-пиперидонов» и работал ассистентом, а затем старшим преподавателем кафедры органической химии МИТХТ им. М. В. Ломоносова.
В 1958-1959 годах Б. В. Унковский был деканом вечернего факультета института, в 1960-1968 годах работал заместителем директора по научной работе МИТХТ им. М. В. Ломоносова.
В 1964 году приказом Министерства обороны ему было присвоено звание «Инженер-майор».
В 1968-1991 годах — заведующий кафедрой органической химии МИТХТ.
В 1970 году после успешной защиты диссертации ему была присуждена ученая степень доктора химических наук.
Много сил и внимания уделял подготовке научных и инженерных кадров для промышленных предприятий и научных учреждений страны. По воспоминаниям современников, Борис Владимирович был добрым и открытым в общении, пользовался большим авторитетом и любовью среди студентов и коллег. Всегда действовал в интересах общего дела, не руководствуясь сиюминутной выгодой или честью чьего бы то ни было мундира. Б. В. Унковского характеризовали как жизнерадостного человека и разносторонне развитую личность. В свободное от работы время он занимался поиском и сбором материалов о родословной своей семьи, увлекался туризмом, историей, искусством.
6 апреля 1985 года был награждён орденом Отечественной войны II степени.
В декабре 1991 года по причине болезни профессор Борис Владимирович Унковский вышел на пенсию.
Умер 28 июля 1992 года. Похоронен в родной Калуге на Пятницком кладбище.

## Научная деятельность
Его научные работы были посвящены изучению методов синтеза строения и реакционной способности разнообразных азот-, кислород- и серосодержащих гетероциклических соединений с одним, двумя и тремя гетероатомами в цикле, также их ациклических предшественников и производных. Большое внимание в этих работах было уделено проблемам конформационного анализа и динамической стереохимии изучаемых реакций, взаимосвязи строения и реакционной способности органических веществ.
Наряду с решением теоретических проблем в работах профессора Б. В. Унковского и его сотрудников ставились и решались задачи изыскания новых областей практического применения синтезированных ациклических и гетероциклических соединений. В ходе работ Б. В. Унковским совместно с сотрудниками был создан ряд химических добавок полифункционального действия, сочетающих свойства сшивающих агентов, противостарителей эластомеров, модификаторов и компонентов модифицирующих систем, которые успешно прошли испытания для внедрения в промышленность.
Под его руководством были внедрены в промышленное производство ранее не производившихся в нашей стране химические соединения — «Теотропин» и «Фенотропин», производные амино-1, 3-, 5-триазаадамантанов, производных триазин-2-тионов. Комплексное исследование практически полезных свойств соединений, синтезированных под руководством Б. В. Унковского, позволило обнаружить среди них высокоактивные радиозащитные препараты, вещества с ценными фотофизическими свойствами, в том числе новые люминофоры, регуляторы роста растений, новые ингибиторы микробиологической коррозии металлов, ингибиторы кислотной коррозии конструкционных сталей.
Заслуженный деятель науки и техники РСФСР, автор более 500 научных трудов и 120 авторских свидетельств СССР на изобретения.

## Награды
- Медаль «За отвагу» (1942)[1];
- Медаль «За оборону Сталинграда» (1942);
- Медаль «За освобождение Варшавы» (1945);
- Медаль «За взятие Берлина» (1945);
- Медаль «За победу над Германией в Великой Отечественной войне 1941—1945 гг.»[5];
- Орден Отечественной войны II степени (1985)[9];
- Заслуженный деятель науки и техники РСФСР.